# NGC 1440
NGC 1440 (= NGC 1442; = NGC 1458) è una galassia lenticolare situata nella costellazione dell'Eridano, a una distanza di circa 71 milioni di anni luce dalla nostra Via Lattea.

## Scoperta
La galassia è stata scoperta il 6 ottobre 1785 dall'astronomo britannico di origine tedesca William Herschel e in seguito è stata inserita nel New General Catalogue con la designazione NGC 1440. L'anno successivo, il 20 settembre 1786, lo stesso Herschel osservò e descrisse nuovamente la galassia senza rendersi conto che si trattava dello stesso oggetto già osservato l'anno precedente. Questa nuova descrizione è stata inserita nel New General Catalogue con il codice NGC 1442. Nel 1886 la galassia venne osservata e descritta dall'astronomo statunitense Francis Leavenworth  e la sua descrizione venne inserita nel New General Catalogue con la designazione NGC 1458.

## Descrizione
NGC 1440 fa parte dell'Ammasso di Eridano.

## Gruppo di NGC 1407
NGC 1440 fa parte del Gruppo di NGC 1407, che comprende nove membri. Le altre galassie del gruppo sono IC 343, IC 346, NGC 1359, NGC 1407, NGC 1452, ESO 548-44, ESO 548-47 e ESO 548-68.